# Jagoda Szelc

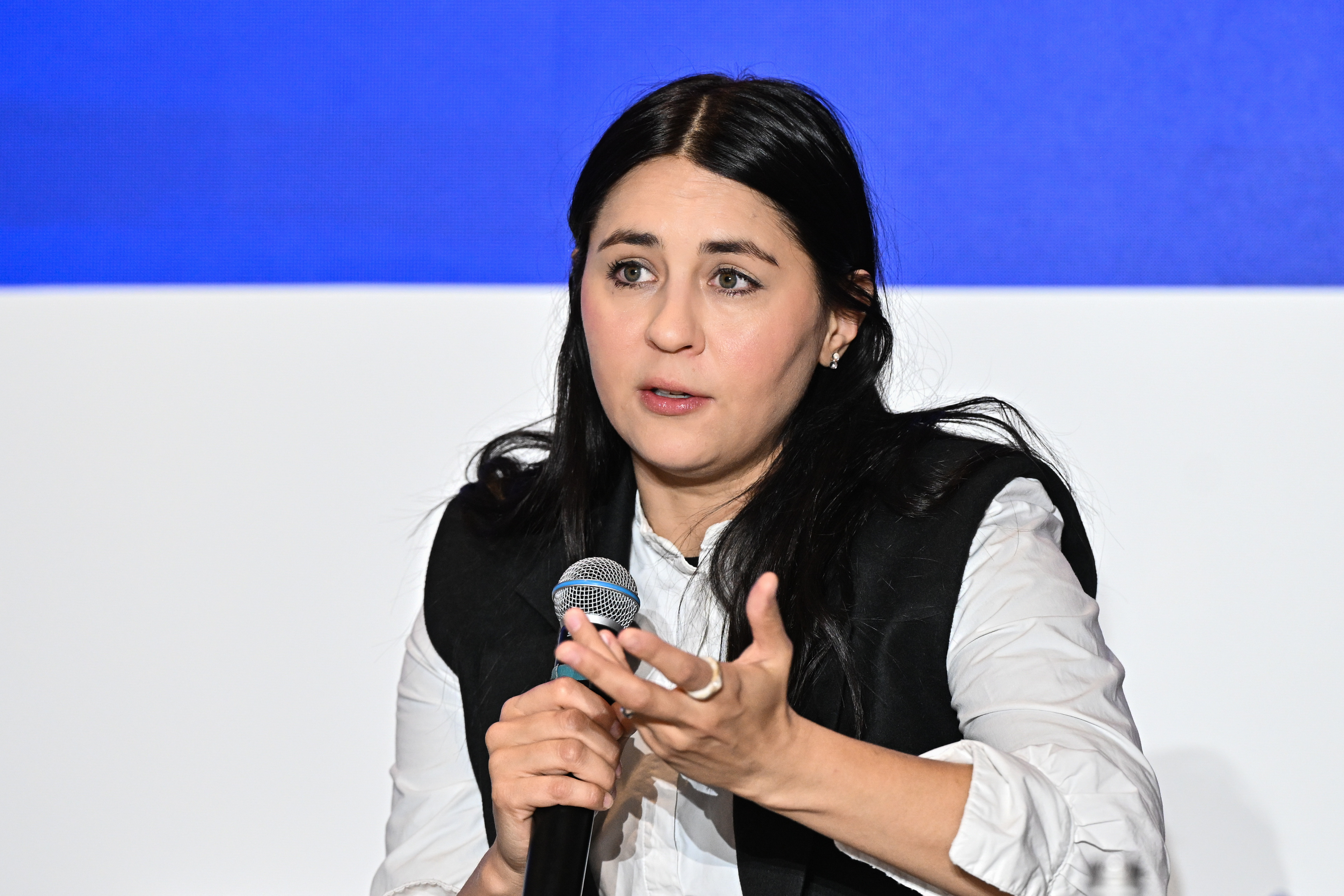
Jagoda Szelc (2025)

Jagoda Szelc (* 10. Februar 1984 in Wrocław) ist eine polnische Regisseurin und Drehbuchautorin.

## Leben
2007 schloss Szelc ihr Studium der Grafik an der Kunstakademie in Breslau. Anschließend studierte sie Regie an der Staatlichen Hochschule für Film, Fernsehen und Theater in Łódź. Während ihres Studiums drehte sie zehn Kurzfilme. 2017 debütierte sie mit dem Spielfilm Wieża. Jasny dzień, der auf der 48. Auflage des Forums auf den Internationalen Filmfestspielen Berlin 2018 gezeigt wurde.

## Filmografie

### Studien
- 2011: Łódź od świtu do zmierzchu
- 2011: Krzycz, jeśli chcesz
- 2011: Kichot
- 2011: I nigdy nie wracać
- 2011: Aposiopesis
- 2012: Überraschung
- 2012: Rytuał przejścia
- 2013: Taki pejzaż
- 2015: Spacer

### Spielfilme
- 2017: Wieża. Jasny dzień
- 2018: Monument

## Auszeichnungen (Auswahl)
- 2017 Paszport Polityki in der Kategorie Film